# Perschotrawnewe (Siedlung städtischen Typs)
Perschotrawnewe (ukrainisch Першотравневе; russisch Першотравневое Perschotrawnewoje) ist eine Siedlung städtischen Typs im Norden der ukrainischen Oblast Schytomyr mit etwa 2400 Einwohnern (2015).

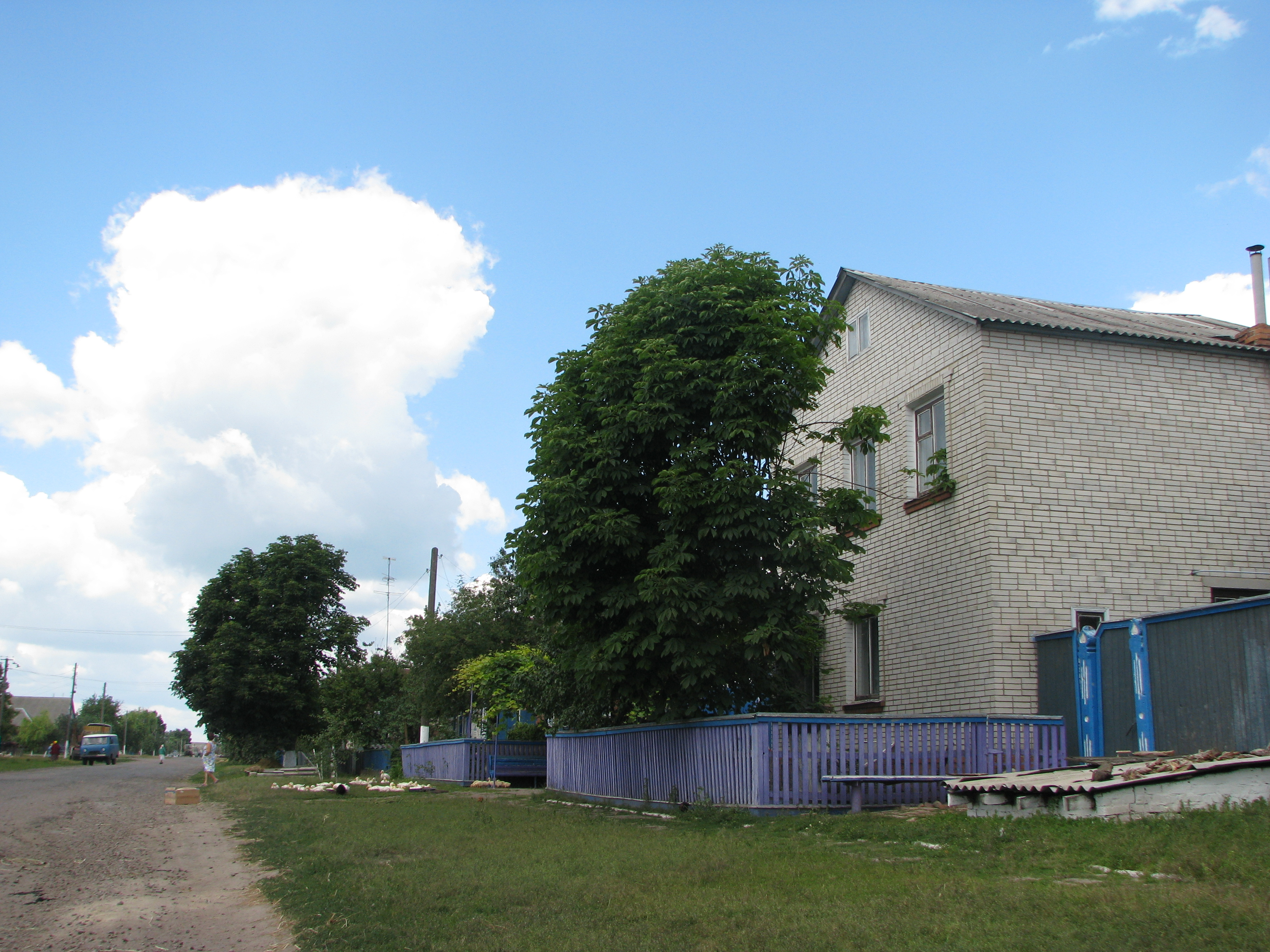
Blick in den Ort

Perschotrawnewe wurde 1936 im Zuge der Erschließung von Quarzit-Vorkommen gegründet und erhielt 1952 den Status einer Siedlung städtischen Typs.
Perschotrawnewe besitzt eine Bahnstation an der Bahnstrecke Owrutsch–Jelsk (Belarus) und liegt an der Regionalstraße P–28 10 km nördlich vom Rajonzentrum Owrutsch und 140 km nördlich von Schytomyr.
Am 12. Juni 2020 wurde die Siedlung ein Teil der neugegründeten Landgemeinde Hladkowytschi, bis dahin bildete sie zusammen mit dem Dorf Kamjaniwka (Кам'янівка) die gleichnamige Siedlungsratsgemeinde Perschotrawnewe (Першотравнева селищна рада/Perschotrawnewa selyschtschna rada) im Zentrum des Rajons Owrutsch.
Am 17. Juli 2020 kam es im Zuge einer großen Rajonsreform zum Anschluss des Rajonsgebietes an den Rajon Korosten.